# Берзін Рейнгольд Йосипович
Рейнго́льд Йо́сипович (Язепович) Бе́рзін (Берзіньш) (латис. Reinholds Bērziņš; * 4 (16) липня 1888, село Кінігсгоф, нині Латвія — † 11 листопада 1939) — радянський військовий діяч.

## Біографія
Рейнгольд Язепович Берзіньш народився у Вальмієрському (Вольмарському) повіті Ліфляндської губернії в сім'ї наймита. Змалку працював пастухом, робітником.
Від 1909 року вчителював. 1911 року за розповсюдження більшовицької літератури заарештований. Рік перебував у в'язниці. Від 1914 року — в російській армії. Учасник Першої світової війни. 1916 року закінчив школу прапорщиків.
1917 року був головою військово-революційного комітету 40-го корпусу, членом виконкому та Військового революційного комітету 2-ї армії Західного фронту.
Командир Червоної гвардії. Від січня 1918 року командував Мінським більшовицьким загоном, який брав участь у наступі на Чернігівщину і Київ проти військ Центральної Ради.
1939 року репресовано.